# Johnny Lockwood
Johnny Lockwood (Londres, Reino Unido, 7 de diciembre de 1920 - Coffs Harbour, Australia, 25 de abril de 2013) fue un actor anglo-australiano de televisión, teatro y cine.

## Carrera
Lockwood siempre había querido actuar en el escenario. Quedó huérfano a los 11 años, ya los 14 solicitó un trabajo como bailarín en un espectáculo itinerante. Continuó desarrollando su talento y, cuando contaba 18 años, fue contratado por Jack Hylton como comediante.
Comenzó la II Guerra Mundial y Lockwood se unió a la Real Fuerza Aérea en 1942, se retiró con honores en 1944. Lockwood volvió al espectáculo, trabajando en el vodevil, la pantomima, la radio y la televisión. En 1949 se presentó en el Royal Command Performance de Londres. Durante la actuación se tropezó y cayó, sufriendo una hemorragia nasal y enseguida comentó a la audiencia «Bueno, me dijeron que ustedes querrían sangre esta noche», frase que fue ampliamente difundida por la prensa.
Lockwood llegó a Australia en 1957 para un trabajo de diez semanas en el circuito de Teatro Tivoli, sin embargo después de que el trabajo terminó, permaneció en Australia durante cinco años. Regresó al Reino Unido para trabajar en el musical Oliver! en el New Theatre, pero una vez que la temporada terminó, siguió sus anhelos y regresó definitivamente a Australia.
Trabajó un año en la serie de televisión Sunnyside Up, luego fue a los EE. UU. para llevar hacer algunos espectáculos en Las Vegas. Regresó a Australia donde trabajó dos años con la legendaria serie de comedia The Mavis Bramston Show, y luego interpretó el papel principal en los Cuentos de Canterbury. Continuó en el papel en la serie televisiva Number 96. Lockwood era miembro del reparto original de la serie y su personaje - Aldo Godolfus, el torpe judío dueño de una tienda de delicatessen- fue uno de los personajes más conocidos y reconocidos de la serie. El personaje fue asesinado en una renovación dramática de la serie en septiembre de 1975.
Durante las décadas de 1980 y 1990, hizo apariciones especiales en series de ficción australiana y telenovelas. En 1985, apareció en la telenovela Neighbours como el abuelo de Daphne Lawrence, Harry Henderson. Fue estrella invitada, en 1991, en dos episodios de la telenovela E Street. Durante este periodo también actuó en películas.
A principios de 2000, continuó haciendo apariciones en la televisión y el cine, incluyendo papeles en Moulin Rouge! y la miniserie The Potato Factory.